# Alchemilla pauciflora
Alchemilla pauciflora é uma espécie de rosácea do gênero Alchemilla, pertencente à família Rosaceae.